# جيوفاني لا كاميرا
جيوفاني لا كاميرا (بالإيطالية: Giovanni La Camera)‏ (29 ديسمبر 1983 بمسينة في إيطاليا - ) هو لاعب كرة قدم إيطالي في مركز الوسط. لعب مع نادي بادوفا ونادي بينيفينتو ونادي ريميني ونادي سيتاديلا ونادي كاسالي ونادي كومو واتحاد بافيا لكرة القدم وLupa Roma FC ‏ ويوفي ستابيا ولانشانو كالتشيو 1920 ‏.

## روابط خارجية
- جيوفاني لا كاميرا على موقع قاعدة بيانات كرة القدم.إي يو (الإنجليزية)
- جيوفاني لا كاميرا على موقع Soccerway.com (الإنجليزية)
- جيوفاني لا كاميرا على موقع عالم كرة القدم.نت (الإنجليزية)